# Pitet
El pitet, baverall o bavosall és un parament de taula que es col·loca als nadons i criatures per impedir que s'embrutin quan mengen. Consisteix bàsicament en un petit tros de tela quadrangular que cobreix el pit del nen i que es nua darrere del coll. Tradicionalment, es nuava amb vetes. Models més moderns es tanquen amb veta adherent (velcro) o fermalls de pressió.
Són fets de cotó o altres teixits fàcils per rentar. Hi ha versions plastificats o de plàstica, que es netegen amb un drap humit. Com a variants del pitet destaquen les diverses peces que amb idèntica funció s'introdueixen al nen pel cap disposant-se a manera de ponxo, davantal o samarreta protectora. Existeixen també models per adults amb problemes de motricitat o per menjar crustacis o calçots.

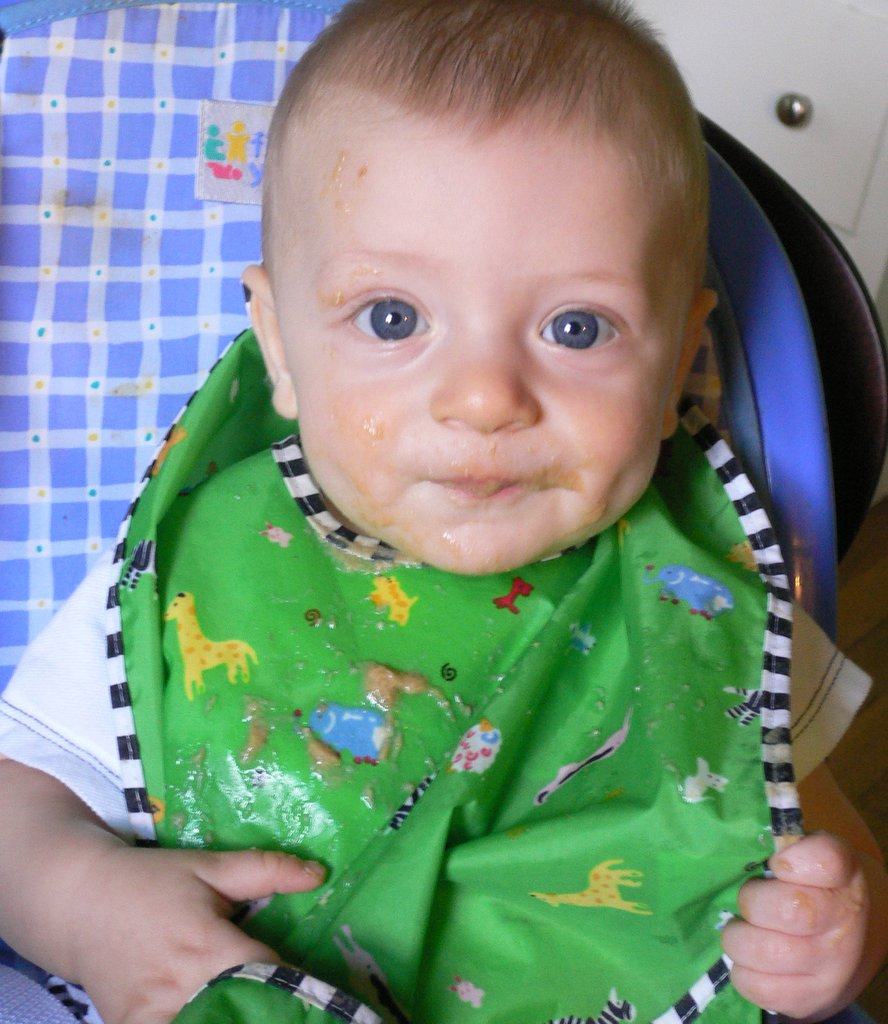
Nadó amb pitet
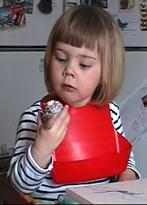
Model de plàstica amb «cuneta» per agafar les restes
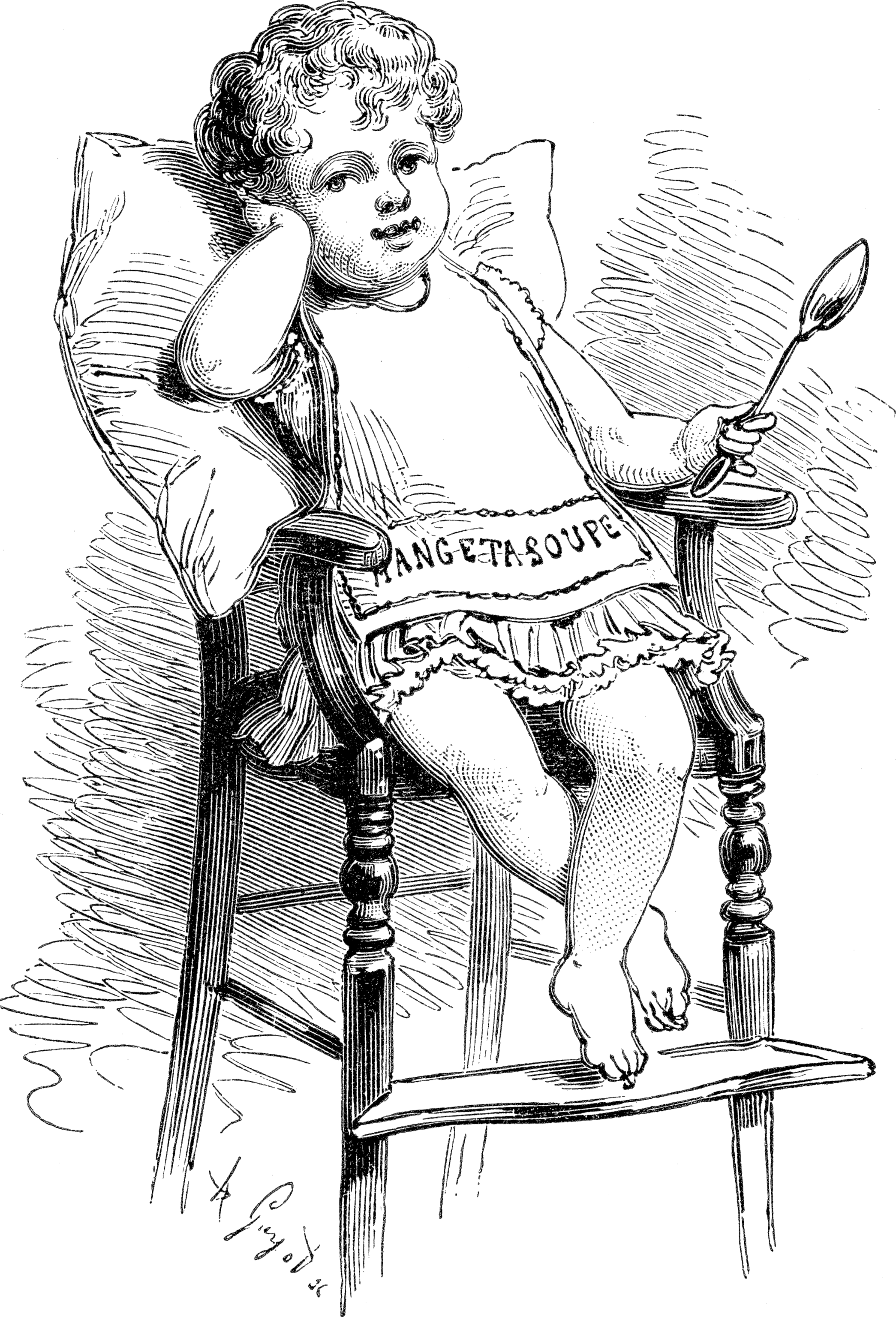
Pitet antic al catàleg dels Grands Magasins du Louvre (París, 1890)
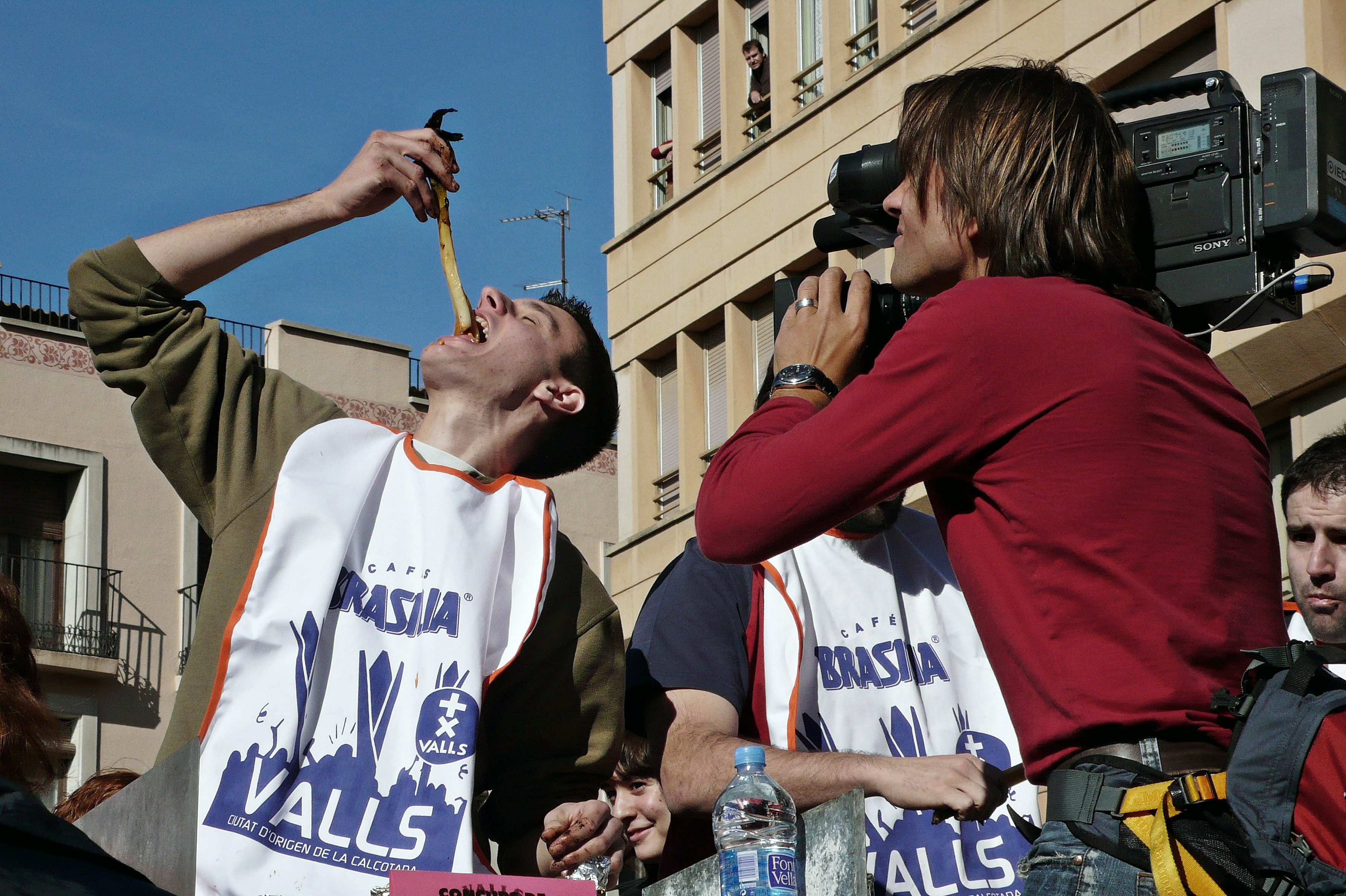
Pitet de calçotada